# Non sei mai stata così bella
Non sei mai stata così bella (You Were Never Lovelier) è un film del 1942 diretto da William A. Seiter.

## Trama
Maria Acuña è la figlia del ricco imprenditore del mondo dello spettacolo Eduardo Acuña, il quale, preoccupato perché la figlia è refrattaria all'idea di fidanzarsi, cerca di scioglierle il "cuore di ghiaccio" mandandole orchidee e messaggi d'amore in forma anonima. Il cuore della ragazza si apre all'amore, fino a che, per una fatalità, Robert Davis si sostituisce all'usuale fattorino e le consegna le orchidee, venendo scambiato da Maria per il misterioso innamorato segreto. Robert in realtà è un ballerino disoccupato che, necessitando di un impiego, sta tentando di incontrare in ogni modo l'irascibile padre di Maria, il quale non intende però concedergli neppure il tempo di un'audizione.
Maria si innamora di Robert, ma Eduardo Acuña cerca in ogni modo di allontanare i due, tentando anche di rovinare l'immagine del ballerino agli occhi della figlia. Alla fine, Robert sarà costretto dagli eventi a rivelare a Maria la messa in scena che ha originato il loro incontro, facendo fuggire la ragazza, delusa dalle menzogne benché ancora innamorata di lui. Robert sarà costretto a dare il meglio di sé per riconquistare Maria.

## Manifesti e locandine
La realizzazione per l'Italia dei manifesti e delle locandine del film fu affidata al pittore cartellonista Anselmo Ballester.